# Asesinato de Carolyn Eaton
Carolyn Celeste Eaton (Bellefontaine Neighbors, Misuri; 1 de octubre de 1964 - Williams, Arizona; c. febrero de 1982) fue una adolescente estadounidense cuyo cuerpo apareció en el condado de Cononino (Arizona), en las inmediaciones de la Interestatal 40, que cruzaba el pueblo de Williams, el día de San Valentín de 1982. La joven había sido vista con vida por última vez con un hombre mayor no identificado diez días antes, en una parada de camiones en Ash Fork (Arizona).
A pesar de los esfuerzos iniciales por identificarla y resolver su asesinato, su investigación se convirtió en un caso sin resolver. En julio de 1984, fue identificada erróneamente como Melody Cutlip, de Istachatta (Florida), extremo que rechazó la madre de Cutlip. La propia Cutlip regresaría a casa dos años después y la joven volvió a quedar sin identificar. Se realizaron numerosos esfuerzos para determinar su identidad, incluidas reconstrucciones faciales forenses de su rostro.
El 22 de febrero de 2021, los investigadores confirmaron finalmente su identificación mediante genealogía genética. Hasta ese momento había sido denominada Valentine Sally, por haber sido encontrada un 14 de febrero, día de San Valentín.

## Descubrimiento
El 14 de febrero de 1982, durante una patrulla buscando la llanta desprendida de un camión que pasaba, un policía estatal de Arizona encontró el cuerpo en descomposición de una mujer joven. Se encontraba boca abajo bajo un cedro junto a la carretera Interestatal 40, en el punto kilométrico 151,8, en el término municipal de Williams (Arizona). Llevaba puesto solo unos vaqueros azules de la talla 8 o 9 con la marca "Seasons". En sus inmediaciones se encontraron un jersey blanco con finas rayas rojas, un sujetador blanco de la talla 36C y un pañuelo blanco. Los vaqueros de la víctima tenían las trabillas rasgadas, lo que sugiere que había sido sujeta por ellas y arrastrada fuera de la carretera hasta el lugar donde se halló. No se encontraron zapatos ni calcetines.

## Autopsia
Se calcula que medía entre 1,62 y 1,65 metros, pesaba entre 54 y 56 kilos y tenía el cabello rubio. Sus ojos fueron descritos como azules por los testigos que vieron a la víctima con vida. Se le encontraron cicatrices irregulares y ásperas bien curadas en la parte superior del pie izquierdo de 3,5 y 1,4 centímetros, así como una cicatriz diagonal en la parte anterior (posterior) del muslo inferior de 3,5 centímetros de longitud. Tenía lunares en el pecho por encima del seno derecho.
El médico forense determinó que fue asesinada unas dos semanas antes de ser descubierta. No se pudo determinar la causa de la muerte debido a la descomposición y a la actividad de insectos y animales en la cara, la cabeza y el cuello. Sin embargo, el forense creyó que su muerte se debió a una asfixia o sofocación porque no tenía roto el hueso hioides y no presentaba ningún otro traumatismo. Le faltaba la oreja derecha, arrancada por la fauna salvaje. La autopsia también reveló que un molar inferior izquierdo (diente n.º 19) había sido perforado como preparación para una endodoncia aproximadamente una semana antes de la muerte de la víctima. Se encontró una aspirina disuelta en la cavidad de ese diente, lo que indica que todavía tenía problemas con él. Los dientes n.º 1, 16, 17 y 32 no estaban erupcionados.

## Investigación
Según TheDoeNetwork, un estudiante de la Universidad del Norte de Arizona creía haber llevado en coche a una chica que coincidía con su descripción el 2 de febrero de 1982, cerca de Cordes Junction. Esta chica le dijo que venía de Phoenix, donde vivía con unos amigos y trabajaba allí como friegaplatos. También dijo que necesitaba ir hasta Nueva Jersey debido a problemas familiares y que pensaba dirigirse a la parada de camiones Little America de Flagstaff para intentar que un camionero la llevara a la Costa Este. El 4 de febrero de 1982, una testigo llamada Patty Wilkins vio a la joven entrando en la parada de camiones Monte Carlo de su familia con un camionero mucho mayor que ella. A Wilkins le pareció inusual que una chica estuviera fuera a esas horas de la mañana con un hombre mayor, así que le preguntó si se encontraba bien y si le apetecía quedarse en la parada de camiones. Esta insistió en quedarse con el camionero. El hombre pidió el desayuno, pero la joven se negó a comer debido a un dolor de muelas que preocupaba a su acompañante. Wilkins trituró una pastilla de aspirina y la aplicó sobre el diente afectado de la chica. Se calcula que esta murió pocas horas después de este avistamiento, ya que la aspirina seguía en el diente cuando fue descubierta. Wilkins pudo identificarla como la chica a la que había asistido cuando los detectives le mostraron fotos de la ropa encontrada al cadáver.

## Proceso de identificación

### Identificación errónea

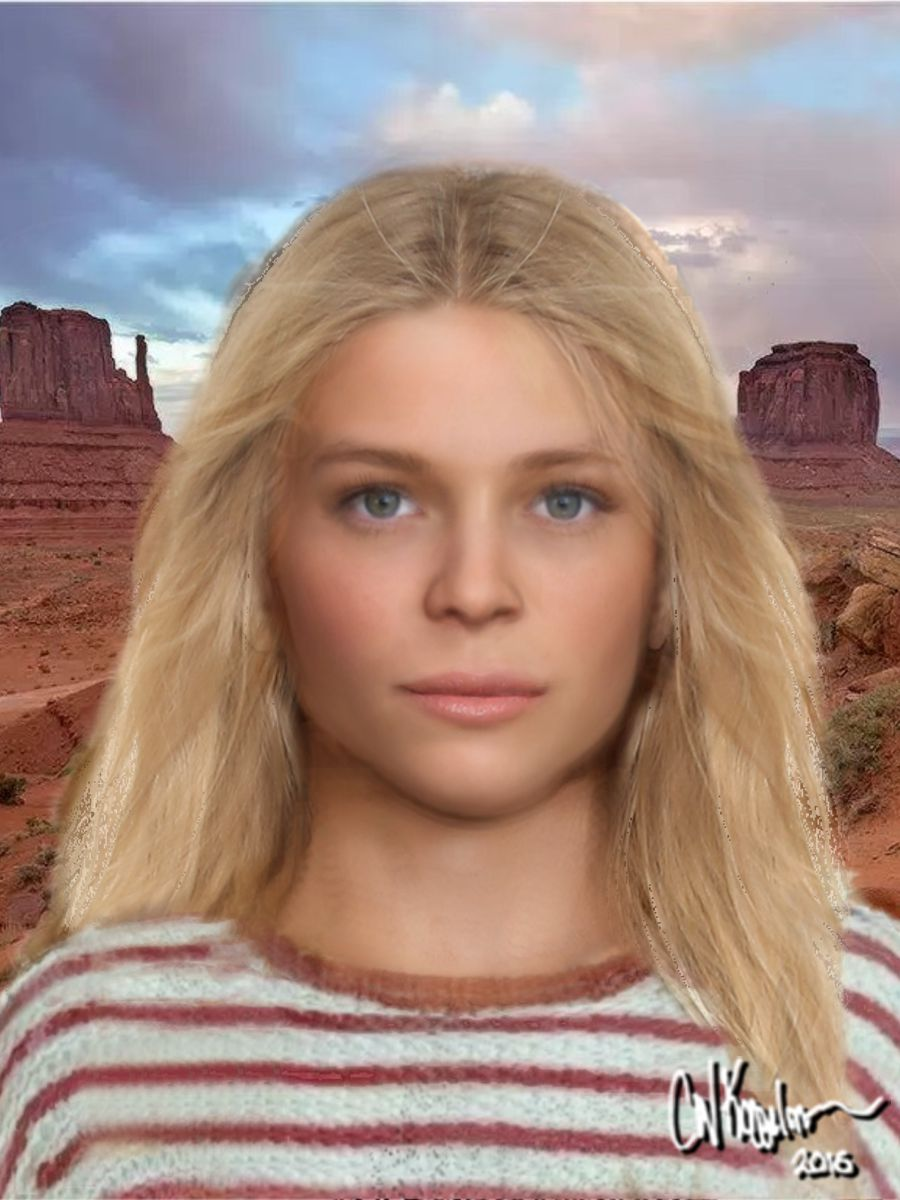
Reconstrucción forense de Valentine Sally por Carl Koppelman.

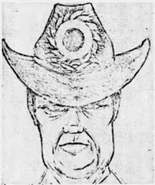
Boceto y descripción del camionero con el que fue vista la joven antes de su desaparición. Algunos indicios apuntaban a que se trataría del asesino en serie Royal Russell Long.

En julio de 1984, Valentine Sally fue identificada erróneamente como Melody Eugenia Cutlip, una fugitiva de Istachatta (Florida). Cutlip había sido dada por desaparecida por su madre en 1980. Un odontólogo forense de Albuquerque (Nuevo México) había determinado que las marcas de mordeduras de ambas chicas coincidían. Además, una reconstrucción facial de la víctima coincidía con el aspecto de Cutlip. Sin embargo, la madre de Cutlip rechazó que el cadáver fuera el de su hija, alegando que Valentine Sally no podía serlo. Cutlip se reunió con su familia en Jacksonville (Florida), dos años más tarde, en el verano de 1986.

### Reconstrucciones faciales
Se crearon varias reconstrucciones faciales además de la utilizada en la identificación errónea de 1984. Se hizo un boceto de la víctima apenas 96 horas después de que se encontrara con la ayuda de la descripción que de ella hizo Wilkins. Posteriormente, el Centro Nacional para Menores Desaparecidos y Explotados creó y publicó dos reconstrucciones faciales realizadas a partir de tomografías computarizadas del cráneo de la víctima. Carl Koppelman, un artista californiano, realizó su propia reconstrucción basándose en estas tomografías.
Patty Wilkins calcula que el camionero que acompañaba a Valentine Sally tenía unos 50 años. El hombre era de complexión media y medía aproximadamente entre 1,70 y 1,72 metros. Llevaba un chaleco de cuero con estampado de cuadros de dos tonos y un sombrero de vaquero de fieltro negro con una pluma de pavo real. Más tarde se hizo un retrato robot de él utilizando el relato del testimonio de Wilkins. Algunos creen que el boceto y la descripción coincidían con el probable asesino en serie Royal Russell Long, una tesis que los investigadores no pudieron confirmar ni encontrar un nexo de unión. Se cree que Long viajó por la Interestatal 40 después de asesinar a Cinda Pallet y Charlotte Kinsey en septiembre de 1981. Long fue condenado por sus asesinatos en agosto de 1985. Murió de un ataque al corazón en prisión en 1993 sin haber confesado nunca el asesinato de Valentine Sally.

### Identificación
En 2005, el caso de Valentine Sally fue asignado a la Brigada de Casos Sin Resolver, una división especial de la Oficina del Sheriff del Condado de Coconino. El grupo quedó conformado por voluntarios, todos ellos con experiencia en el cumplimiento de la ley. Entre ellos estaban los investigadores del caso fueron Chuck Jones, Jana White y Joe Sumner. Jones, agente retirado del FBI, acabó dejándolo por motivos de salud, pero se le atribuyó el mérito de mantener vivo el caso. El grupo conoció el caso del Asesino de Golden State, que fue identificado mediante genealogía genética, y pensó que Valentine Sally podría ser identificada mediante este proceso. Se asociaron con Barbara Rae Venter, la genealogista que logró dar con el asesino en serie para identificar a la víctima. El grupo envió una de las muestras de sangre de Valentine Sally para extraer ADN y, a continuación, enviarlo a las agencias y bases de datos utilizadas por sitios de acceso público para que se construyera su árbol genealógico.
Se encontró una coincidencia en el árbol de Valentine Sally, que la Brigada de Casos Sin Resolver determinó que era un primo. Trabajaron hasta llegar a una rama de la familia de San Luis (Misuri), que tenía seis hijas. A continuación, trataron de determinar la presencia de estas en las búsquedas de bases de datos. Todas estaban contabilizadas excepto una, que desapareció de los registros en torno a 1979. Esta chica tenía un historial de fugas y había registros de menores que le pertenecían que nunca se borraron. La Brigada de Casos Sin Resolver llegó a la conclusión de que la chica era Valentine Sally.
El 22 de febrero de 2021, la Oficina del Sheriff del Condado de Coconino anunció públicamente la identidad de Valentine Sally como Carolyn Celeste Eaton, de 17 años, una joven vecina de Bellefontaine Neighbors, en el estado de Misuri. Alrededor de la Navidad de 1981, la familia de Eaton llegó a casa y la encontró con otros dos hombres que no conocían. Se produjo una discusión y Eaton salió por la puerta principal del domicilio para no volver a ser vista ni a saber nada de ella. Se cree que Eaton llegó a Arizona haciendo autostop. 
La investigación sobre este caso continuó abierto, con los investigadores analizando las pistas recibidas. Uno de los puntos importantes de la investigación sigue siendo saber la identidad del camionero con el que Eaton fue vista. Patty Wilkins, la testigo que vio a la chica por última vez, y quien pagó su funeral y entierro, pidió a los investigadores: "Averigüen quién lo hizo y déjenme ir a pisarle los dedos, ¿vale?".